# Dominik Dudys
Dominik Sebastian Dudys (ur. 23 sierpnia 2002) – polski pływak specjalizujący się w stylu dowolnym, srebrny medalista mistrzostw Europy.

## Kariera
W 2023 roku podczas uniwersjady w Chengdu zdobył złoty medal w sztafecie 4 × 100 m stylem dowolnym.
Na mistrzostwach Europy w Belgradzie w czerwcu 2024 roku zdobył cztery srebrne medale, płynąc w kraulowych sztafetach mężczyzn i mieszanych 4 × 100 i 4 × 200 m oraz męskiej sztafecie 4 × 100 m stylem zmiennym.